# 래칫 (장치)

래칫 구조의 예. 기반(3)에 고정된 톱니바퀴(1)과 걸쇠(2)로 구성된다.

래칫(ratchet)은 기계 요소의 움직임을 한쪽 방향으로만 제한하는 장치이다. 다양한 기계 장치나 도구에 사용되며, 흔히 볼 수 있는 예로는 자전거의 프리휠, 소켓 렌치, 케이블 타이 등이 있다.

## 같이 보기
- 프리휠
- 체크 밸브
- 다이오드